# Loi Toubon
Das Loi relative à l’emploi de la langue française (zu deutsch „Gesetz betreffend den Gebrauch der französischen Sprache“), meist nach dem damaligen französischen Kulturminister Jacques Toubon als Loi Toubon bezeichnet, ist ein französisches Gesetz, das am 4. August 1994 in Kraft trat. Seine wesentliche Zielsetzung liegt im Schutz französischer Verbraucher und der Arbeitnehmer sowie in der Förderung der Vielsprachigkeit.
Der ursprüngliche Entwurf sah eine Verpflichtung zum Gebrauch des Französischen im Öffentlichen und Privaten vor. Fremdwörter, vor allem Anglizismen, müssten vermieden und dafür staatlich vorgeschlagene, eigens neu erschaffene Wörter verwendet werden. Eine Verfassungsklage wegen des Verstoßes gegen das Recht auf Meinungs- und Redefreiheit erreichte, dass die Verpflichtung zum Gebrauch der Ersatzwörter gestrichen wurde.
Gemäß dem Gesetzestext ist beispielsweise der Gebrauch englischer Werbeslogans ohne französische Übersetzung unter Strafe gestellt.

Beispiel für Übersetzung englischer Werbesprüche am Pariser Flughafen Charles de Gaulle

Von Gegnern wird eingewendet, dass sich zahlreiche staatlich verordnete und im Amtsfranzösisch verwendete Wortschöpfungen im Alltagsgebrauch nie durchgesetzt hätten und auch wohl nie durchsetzen werden. So wird im Gegensatz zu week-end (‚Wochenende‘) die offizielle Bezeichnung vacancelle weitgehend nicht verwendet. Zahlreiche Beispiele für die erfolgreiche Einführung neuer Begrifflichkeiten durch die amtliche Neologismenkommissionen finden sich aber in der Informatik. So werden in Frankreich ausschließlich die Neologismen ordinateur für ‚PC‘, logiciel für ‚Software‘ oder ‚Programm‘ und matériel für ‚Hardware‘ verwendet.
In Frankreich wird die Loi Toubon bisweilen spöttisch Loi Allgood genannt, in Anlehnung an den Familiennamen Toubon, der in etwa mit „Allesgut“ übersetzt werden kann; Jacques Toubon selbst wird spöttisch Jack Allgood genannt.
Die Medien sind besonders von einem anderen Gesetz, ebenfalls aus dem Jahr 1994, betroffen: Demnach sind alle französischen Unterhaltungsmusikprogramme verpflichtet, mindestens 40 Prozent französischsprachige Lieder zu senden. Die Hälfte dieser Lieder muss wiederum „von neuen Talenten oder neuen Produktionen“ stammen.
Dieses Gesetz hat beispielsweise auch darstellende Künstler dazu bewogen, Single-Veröffentlichungen für eine gesonderte französische Fassung aufzunehmen (z. B. Protège-Moi, zu Deutsch ‚Beschütze Mich‘, von Placebo), um im französischen Radio öfter gespielt zu werden.